# Українська асоціація бізнес-освіти
Українська асоціація бізнес-освіти — Об'єднання учасників ринку бізнес-освіти України. 

## Історія створення
2007
З метою розробки та впровадження єдиних стандартів бізнес-освіти, зокрема тренінгів, семінарів, курсів тощо, бажаючи дати громадянам України можливість здобувати бізнес-освіту на рівні не нижчому за світовий, було створено робочу групу з питань організації діяльності «Української асоціації бізнес-освіти».
10.06.2008
Робоча група визначила основні проблеми галузі бізнес-освіти:
- Низькі вимоги власників підприємств до якості бізнес-освіти;
- Присутність низькоякісної пропозиції на ринку освітніх послуг;
- Відсутність норм та правових засад існування бізнес-освіти;
- Відсутність єдиної системи гарантування якості бізнес-освіти як послуги.
15.08.2008
Робоча група розробила проект структури УАБО;
Розпочато активну взаємодію з Міністерством освіти та науки України.
15.09.2008
Затверджені план дії та алгоритми запуску єдиної системи УАБО.
16.10.2008
Проведено значну організаційну роботу, розроблено уставні положення, програмні засади та базові системи функціонування УАБО.
15.11.2008
Розроблено та затверджено стандартні процедури контролю якості бізнес-освіти, професійного розвитку викладачів, захисту авторських прав розробників методик бізнес-освіти.

## Задачі
Місія УАБО – сприяти формуванню ефективної системи бізнес-освіти в Україні, здатної забезпечувати професійну підготовку кадрів для вітчизняних підприємств і організацій на рівні високих світових стандартів. Створення єдиного освітянського та наукового простору на теренах України.
Основні цілі й задачі:
1. розробка стратегії розвитку бізнес-освіти;
2. формування й розвиток українських особливостей у бізнес-освіті з орієнтацією на українського споживача;
3. забезпечення якості української бізнес-освіти;
4. пошук, відбір і поширення новаторських ідей, найкращого вітчизняного й закордонного досвіду в галузі менеджменту й бізнес-освіти;

Для цього УАБО активно запроваджує систему інформування споживача освітянських послуг. Відкрита і прозора система якісного контролю викладачів та програм відкриє найширший доступ до бізнес-освіти, висвітлить цей сегмент із нового, найбільш презентабельного боку.